# Adolf Otto (Politiker)
Adolf Otto (* 29. Dezember 1888 in Barmen; † 8. April 1962) war ein deutscher Jurist und Politiker der DDR-Blockpartei LDPD.

## Leben
Otto besuchte die Vorschule und das Humanistische Gymnasium in Barmen und studierte im Anschluss an verschiedenen Universitäten Rechtswissenschaften. 1910 legte er sein Referendarexamen ab und wurde Gerichtsassessor. von 1919 bis 1920 arbeitete er als Staatsanwalt und danach von 1921 bis 1923 in der Industrie. 1922 promovierte er zum Dr. jur. Ab 1924 arbeitete Otto als Rechtsanwalt und ab 1927 zusätzlich auch als Notar. Seine Kanzlei hatte er in Schmalkalden. Am 17. Juni 1937 beantragte er die Aufnahme in die NSDAP und wurde rückwirkend zum 1. Mai desselben Jahres aufgenommen (Mitgliedsnummer 4.781.095).

## Politik
Otto trat 1946 der in der Sowjetischen Besatzungszone neugegründeten LDPD bei. Er wurde Mitglied des LDPD Bezirksvorstandes in Suhl.
Er wurde Mitglied des Bezirksausschusses und des Bezirksvorstandes der LDPD und war im Orts- und Kreisvorstand seiner Partei vertreten. Daneben gehörte er dem Bezirksausschuss des Nationalen Front an.
In den beiden Wahlperioden von 1954 bis 1958 und ab 1958 bis zu seinem Tod war er Mitglied der LDPD-Fraktion in der Volkskammer der DDR.

## Auszeichnungen
- Vaterländischer Verdienstorden in Bronze